# Bernske Alpe
Bernske Alpe so del Zahodnih Alp v Švici, v kantonih Bern in Valais. So med največjimi in najpomembnejšimi gorskimi območji Alp, med Bernskim višavjem na severu in dolino reke Rone na jugu. Bernske Alpe so močno ledeniške. Dva najdaljša ledenika v Alpah, ledenik Aletsch in Fieschergletscher, tečeta na južni strani Bernskih Alp v Valaisu. Najvišji vrh je Finsteraarhorn z višino 4274 m.

## Območje
Na vzhodu je dolina Haslital in prelaz Grimsel kot prehod na Uri Alpe, na jugu so Bernske Alpe omejene z dolino Rone. Meja na severu in severozahodu povzema smer pohodne poti Hintere Gasse po markantni gubi, ki loči Bernsko višavje poleti brez snega in njegove poseljene doline. Severno od te gube se običajno imenuje predalpsko območje, na zahodu Fribourške Predalpe in Vaudske Predalpe. Ni jasna omejitev na jugozahodu. Tu se Bernske Alpe kot enoten masiv spuščajo do spodnje doline Rone v Saint-Maurice. Ker od zadnje gorske skupine nobena stran ni več v kantonu Bern, jih pogosto imenujejo Vaudske Alpe. To velja za skupine Grand Muveran in Dent de Morcles, vendar v mnogih primerih tudi za skupino Diablerets, ki tvori mejo med kantoni Bern, Vaud in Valais. Razvrstitev SOIUSA to upošteva in povzema Vaudske Alpe in Bernske Alpe (v ožjem pomenu) na višji ravni kot Bernske Alpe v širšem pomenu.

## Oris
Bernske Alpe so razdeljene na dve geološko in pokrajinsko zelo različni polovici, zahodne Bernske Alpe in (vzhodne) Bernske visoke Alpe. Zahodne so sestavljene iz izoliranih apnenčastih masivov, ki so visoki največ 3250 metrov in le zmerno poledeneli. Ta pokrajina ima značilno kraške planote, poledenele platoje in močne kraške izvire. Zahodni apnenčast masiv ločijo prelazi, ki so vsi prepredeni z mulatjerami (Sanetschpass, Rawilpass in (na vzhodu) Gemmipass). Bernske visoke Alpe sestavljajo močno poledenele dolge gorske verige s številnimi vrhovi višine okoli 4000 m. Vsi gorskih prevali so tukaj poledeneli.
Največji del Bernskih Alp se nahaja v kantonu Valais. To velja za vsa južna pobočja, pa tudi za doline Leukertal, Lötschental in ledenika Aletsch in Fiescher. Le severno pobočje, Aargletschers in Gaulibecken ter Urbachtal so del kantona Bern. Meja med Valaisom in Bernom se razteza v bistvu preko razvodja med rekama Aare in Rona. Izjemi sta le prelaza Sanetsch in Gemmi, ki omogočata severni prehod v Valais. Manjši del zahodne skupine Bernskih Alp ima tudi kanton Vaud (severno pobočje skupine Dent-de-Morcles, skupino Muveran in Diablerets).

## Geologija
Bernske Alpe so v bistvu del Aar masiva, ki je sestavljen iz bolj ali manj lokalno nastalih (avtohtonih) kristalin, večinoma iz osrednjega Aare granita, Lauterbrunner granita, amfibolita, gnajsa in skrilavca. Naravnost skozi Bernske Alpe poteka v vzdolžni smeri vzdolžna alpska dolina od Grimselwelta preko Konkordiaplatza v Loetschental in naprej v Leukerbad. Na severozahodu Aar masiva je plast jurskega apnenca, ki je obrnjen strmo proti jugu in delno izriva kristaline. Apnenec je najbolj presenetljivo viden na Wetterhornu in Eigerju, kjer potiska kristaline proti Jungfrau.
Apnenec tvori enotne kolone značilnih vrhov, od Wettebhorna čez Eiger do Blüemlisalp in nadalje preko Doldenhorna in Balmhorna do prelaza Gemmi. To je (skupaj z odloženimi kristalinskimi deli) prava parada Bernskih Alp, z velikimi stenami 2 do 3 km visokimi in skoraj 50 km dolgimi, z Eigerjem, Mönchom in Jungfrau kot jedrom. Kristaline v območju Jungfrau so tesno povezane z apnencem na zahodu, vendar pa se ločijo iz njih z gubo Kanderfirns, Lötschenpasses in zgornji Dala (Leukerbad). Tu se kristaline pojavijo postopoma in izginejo skupaj z apnencem pod dolino Rone.
Zahodne Bernske Alpe so v glavnem iz apnencev iz krede, le na južnem pobočju nad Sionom tudi iz jure.

## Urbanizacija in turizem
V srednjem veku so prelazi zahodnih Bernskih Alp služili kot prehod iz Bernskega višavja v Valais. Pot čez prelaz Gemmi je bila sicer zgrajena, ki pa nikoli ni imela posebnega pomena za prevoz in je še danes neprehodna za avtomobile. Prelazi v regiji so se uporabljali od vsega začetka za alpsko gospodarstvo, zlasti za nemško govoreče Alemane v francosko govorečem okolju, na kar kažejo nemška imena (Rawilhorn, Wetzsteinhorn).
V dolini Rone so bile ob koncu srednjega veka nameščene vodovodne cevi - kanali, ki so služili za namakanje suhih južnih pobočij in se še uporabljajo (nemško suone, francosko le bisse - namakalni kanal).
Naseljene so bile doline na severni strani vzdolž robov Bernskih Alp (Lauterbrunnen, Kander, Engstligental, Simmental in Saanenland) (male izjeme Urbachtal in Stechelberg), na južni strani tudi pobočja gora in okolica Leuka, Loetschental in spodnja Fieschertal. Največji del gora ni bil le nenaseljen in neuporabljen, bil je nedostopen in neznan.
Na prvi znanstveni gorski panorami Alp - Jacques-Barthélemy Micheli du Crest (* 28. September 1690 Ženeva; † 29. März 1766 Zofingen švicarski politik, fizik, kartograf in geodet) – Prospect géométrique des montagnes neigées 1755, so Bernske Alpe res dobro vidne, vendar pa še vedno povsem neustrezno imenovane. Niti Albrecht von Haller (* 16. oktober 1708 Bern; † 12. december 1777 Bern) zdravnik, botanik in znanstveni publicist) iz kraja Micheli du Crest ni sporočil pravega imena gora.
Robno območje Bernskih Alp in zlasti Bernsko višavje je bilo v baroku in romantiki destinacija za pesnike (Goethe), slikarje (William Turner, Samuel Birmann, Caspar Wolf) in raziskovalce (Louis Agassiz, Hugi). Zlasti vredni ogleda so bili ledeniki Grindelwald in slap Schmadribachfall, ledenika Rosenlaui in Unteraar.
Turistična osvajanja in geografska odkritja notranjosti Bernskih Alp so se začela iz prelaza Grimsel. Tu so imeli naravoslovci že v baroku svojo bazo in od tod so se začele ekspedicije za prvi vzpon na Jungfrau (1811) in Finsteraarhorn (1812 in 1829).
Dolina Lötschental je šele z odprtjem železnice Lötschbergbahn postala sprejemljivo izhodišče za ture, vsaj s severa.
1894-1912 je bila zgrajena železniška proga Jungfrau, ki sedaj prihrani ovinek preko prelaza Grimsel, če greš iz Bernskega višavja na Jungfrau ali Mönch. Leta 1913 je bil zgrajen tudi predor Lötschberg in doslej edina stalna povezava Bernskih Alp med prelazom Grimsel in Saint-Maurice (zdaj z avtom). Od takrat je Lötschental od severa omogočala tretji dostop do območja visokih gora na severu.
Vzhodno od Bernskih Alp so na zajezitvah postopoma zgradili elektrarne (Räterichsbodensee, Grimselsee, Oberaarsee).
V šestdesetih in sedemdesetih letih 20. stoletja je bila čez prelaz Rawil načrtovana državna cesta, a je bil projekt začasno umaknjen.
Na južnem robu zahodnih Bernskih Alp so nastala večja smučišča: nad Crans-Montana, od Anzère do Les Diablerets, kjer so žičnice na Pointe de la Plaine Morte ali Sex Rouge in vrhove odprle poletno smučanje. Tudi na južnem robu vzhodnih Bernskih Alp so nastala manjša smučišča: v Leukerbad, Belalp in Bettmeralp (z Eggishornom). Wildhorn, Ebnefluh in Rosenegg imajo helikopterske ploščadi za helikoptersko smučanje.
Bernske Alpe so praktično dostopne le pohodnikom in plezalcem; poti in koče alpskih klubov (predvsem SAC), od katerih so nekatere odprte skozi vse leto, so druge bolj odmaknjene. Priljubljena med turnimi smučarji je Haute Route od prelaza Grimsel preko koče Oberaarjochhütte do koče Finsteraarhornhütte in Konkordiahütte v Lötschental in povezava iz Jungfraujoch v Lötschental ali do koče Konkordiahütte. V poletnih mesecih so področja, ki jih je mogoče doseči z Jungfraubahn prav tako dobro obiskana. Vsa druga področja, zlasti še  celotna skupina Nesthorn-Bietschhorn s svojimi dolinami je še vedno zelo osamljena. Popolnoma divja in nedotaknjena je še vedno dolina ledenika Fiescher, skozi katero vodi ena sama slaba pot.
Bistven del te divjine je bil v letu 2002 vpisan na seznam Unescove svetovne dediščine Jungfrau-Aletsch-Bietschhorn.
Zahodne Bernske Alpe so intenzivno izkoriščene, zlasti ožičene in obbetonirane so gore okrog Crans-Montane. Razen smučišč so tudi povsem naravna območja (a le zato, ker manjkajo deli poti preko prelazov) in so destinacija za pohodnike s pogledom na nasprotne Valaiške Alpe.
Tudi severno od Bernskih Alp - skozi Hintere Gasse - in na južnem robu - med prelazoma Grimsel in Gemmi - vodijo odlične pešpoti. Severna pot je del Alpenpassroute - alpske poti med prelazi. Obe poti sta del sistema Via Alpina.

## Zavarovana območja

### Pokrajine nacionalnega pomena
V skladu s 5. členom zveznega zakona o naravni in kulturni dediščini vodi Švica zvezni seznam krajin in naravnih spomenikov.
V Bernskih Alpah je trenutno osem takih območij:
- Štev. 1501: Gelten-Iffigen, leto vključitve v popis: 1977, velikost: 4687 ha, opis: malo dotaknjena gorska pokrajina z nekaj impresivnimi slapovi (Geltenschuss, Dungelschuss, Iffigenfälle) in ljubkimi jezeri (Lauenensee in Iffigensee). Na Hohberg je edinstven primer majhnega vpliva ljudi nad zgornjo gozdno mejo, s še posebej bogato floro.
- Štev. 1507: Bernske visoke Alpe in območje Aletsch-Bietschhorn (severni del), leto vključitve v popis: 1983, popravki: 1996, velikost: 49.581 ha
- Štev. 1513: Engstligenfälle mit Engstligenalp, vključitev v popis: 1996, velikost: 2488 ha
- Štev. 1704: Mont d'Orge pres de Sion, leto vključitve v popis: 1977, velikost: 183 ha, opis: prostostoječ hrib na severni strani jezera. Tipična pokrajina osrednjega Valaisa. Čelo peninskega pokrova s peščenjaki in apnenci. Na južni strani stepske trave, hrast Quercus pubescens in bor z različnimi toploljubnimi rastlinami in živalmi. Severno pobočje je poraščeno z mešanim listnatim gozdom. Terase s trtami. Lep pogled na mesto [[Sion] in ravnino Rone.
- Štev. 1705: Valere et Tourbillon, leto vključitve v popis: 1977, velikost: 44 ha, opis: dva prepada rasteta iz doline Rone in dominirata nad glavnim mestom Valaisa: ruševine škofovskega gradu na Tourbillon, cerkev Valeria, kapela Vseh Svetih. Rastlinska skupnost z redkimi vrstami, med drugim Opuntia humifusa.
- Štev. 1706: Bernske visoke Alpe in območje Aletsch-Bietschhorn (južni del), leto vključitve v popis: 1983, popravki: 1998, velikost: 47.306 ha
- Štev. 1711: Raron-Heidnischbiel, leto vključitve v popis: 1996, popravki: 1998, velikost: 276 ha
- Štev. 1714: Bergij-Platten, leto vključitve v popis: 1998, velikost: 275 ha

## Vrhovi
- Panorama Bernskih Alp iz Faulhorna
- Glavni vrh iz zraka
- Panorama Bernskih Alp iz Pilatusa
- Panorama Bernskih Alp iz Stanserhorna

#### Štiritisočaki v Bernskih Alpah
- Finsteraarhorn, 4274 m
- Aletschhorn, 4195 m
- Jungfrau, 4158 m
- Mönch, 4107 m
- Schreckhorn, 4078 m
- Gross Fiescherhorn, 4049 m
- Gross Grünhorn, 4044 m
- Lauteraarhorn, 4042 m
- Hinter Fiescherhorn, 4025 m

#### Drugi pomembni vrhovi
- Gletscherhorn, 3983 m
- Eiger, 3970 m
- Äbeni Flue (Ebnefluh), 3963 m
- Agassizhorn, 3946 m
- Bietschhorn, 3934 m
- Gross Wannenhorn, 3905 m
- Klein Fiescherhorn (Ochs), 3895 m
- Mittaghorn, 3892 m
- Nesthorn, 3822 m
- Schinhorn, 3797 m
- Lötschentaler Breithorn, 3785 m
- Lauterbrunner Breithorn, 3780 m
- Sattelhorn, 3745 m
- Balmhorn, 3698 m
- Wetterhorn, 3692 m
- Blüemlisalp, 3661 m
- Doldenhorn, 3638 m
- Oeschinenhorn, 3486 m
- Gspaltenhorn, 3436 m
- Fründenhorn, 3369 m
- Wildhorn, 3248 m
- Wildstrubel, 3243 m